# Mikinosuke Kawaishi
Mikinosuke Kawaishi (1899 - 1969) va ser el pioner del judo a França i a Europa.